# Subaru L-Serie
Die Subaru L-Serie (auch Leone, Loyale, L1800, DL oder GL) ist ein Automobil der unteren Mittelklasse des japanischen Herstellers Subaru, das von Herbst 1971 bis Mitte 1994 hergestellt wurde.
Von Frühjahr 1980 bis Ende 1993 wurden die Fahrzeuge nach Deutschland exportiert, ausschließlich mit serienmäßigem Allradantrieb. Für die damalige Zeit besaßen die Fahrzeuge im Vergleich zu ähnlichen Fahrzeugmodellen anderer Automobilhersteller eine umfangreiche Serienausstattung.

## Erste Generation (1971–1979)
Die erste Serie des Leone lief von Oktober 1971 bis Juni 1979 vom Band. Der Leone war das Nachfolgemodell des Subaru FF-1. Als erstes Modell debütierte zunächst das zweitürige Hardtop-Coupé, im Februar 1972 folgte die viertürige Limousine. Im Oktober 1972 wurde zusätzlich eine Kombivariante, auch mit Allradantrieb, in das Programm aufgenommen. Der Allradkombi war ein großer Verkaufserfolg und somit hauptverantwortlich dafür, dass Subaru bis heute zu den bekanntesten Herstellern von allradangetriebenen Fahrzeugen gehört.

### Technik
Angetrieben wurde der front- oder allradgetriebene Leone von einem 1,1- oder 1,4-Liter-Vierzylinder-Boxermotor in Leichtmetallbauweise mit zentraler Nockenwelle und 62 bis 93 SAE-PS. Die Kraftübertragung übernahm ein Vier- oder Fünfgang-Schaltgetriebe, später auf Wunsch auch eine Dreigangautomatik.
1977 erfuhr der Leone ein umfassendes Facelift und erhielt ein neues Armaturenbrett. Ebenfalls 1977 präsentierte Subaru eine zweisitzige Pick-Up-Variante auf Basis des Leone, den Subaru BRAT.

In Deutschland wurde die erste Leone-Generation, im Gegensatz etwa zu den Benelux-Ländern, nicht angeboten.

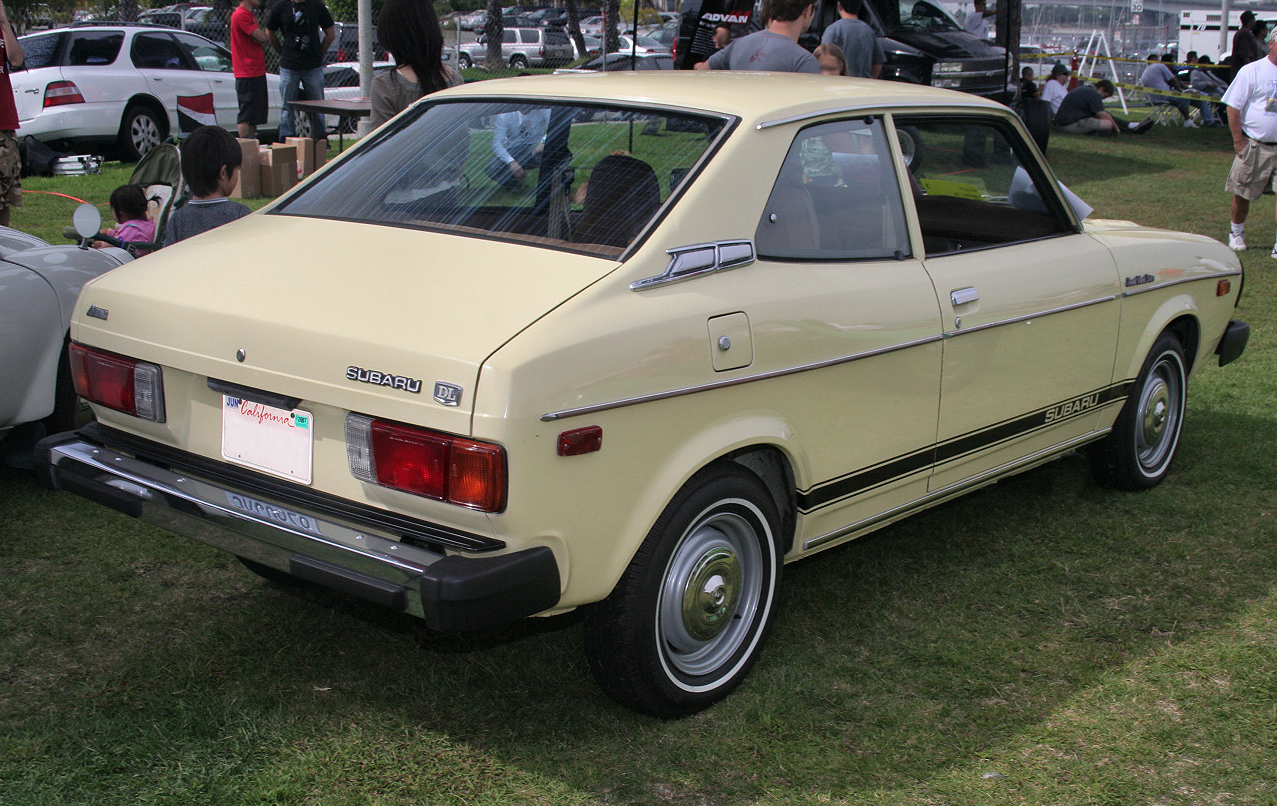
Heckansicht
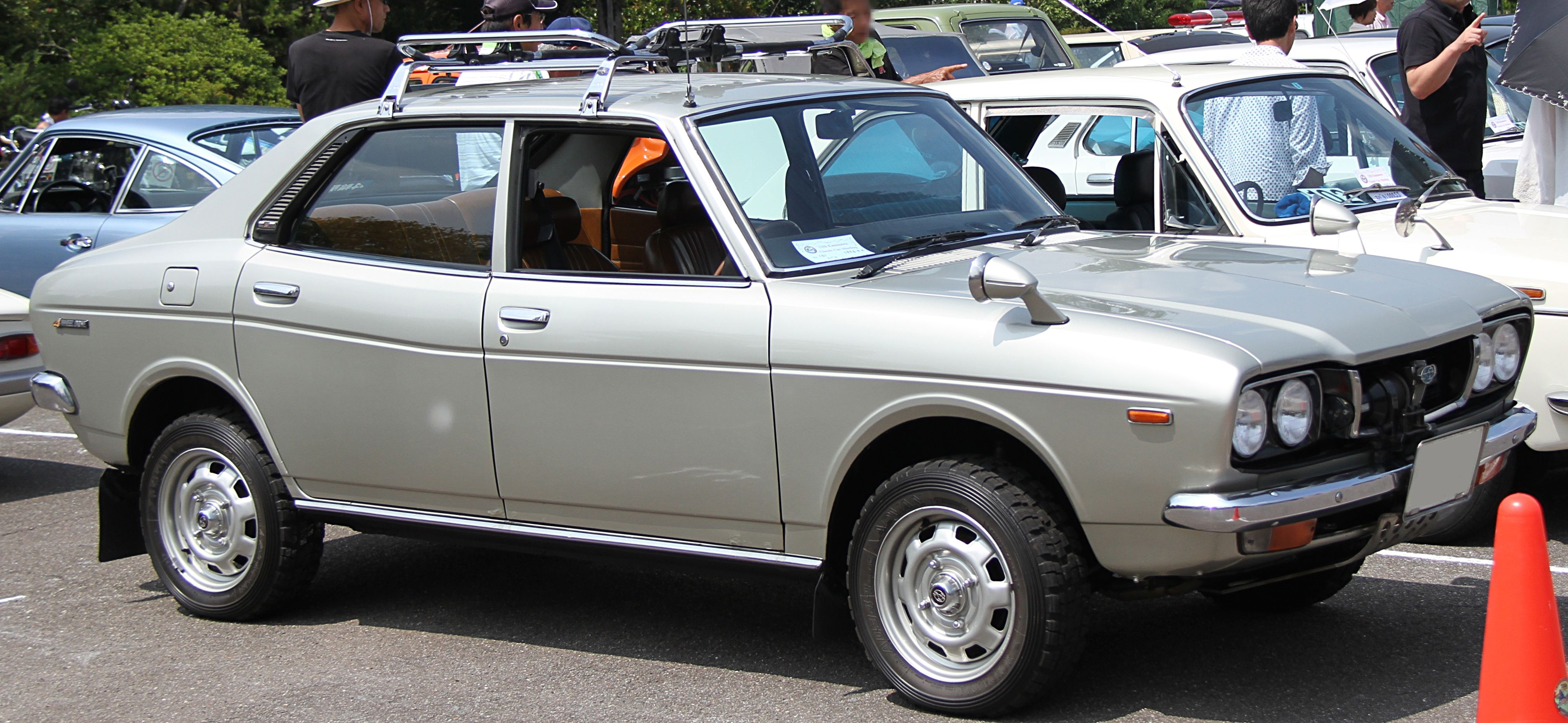
Subaru Leone Limousine
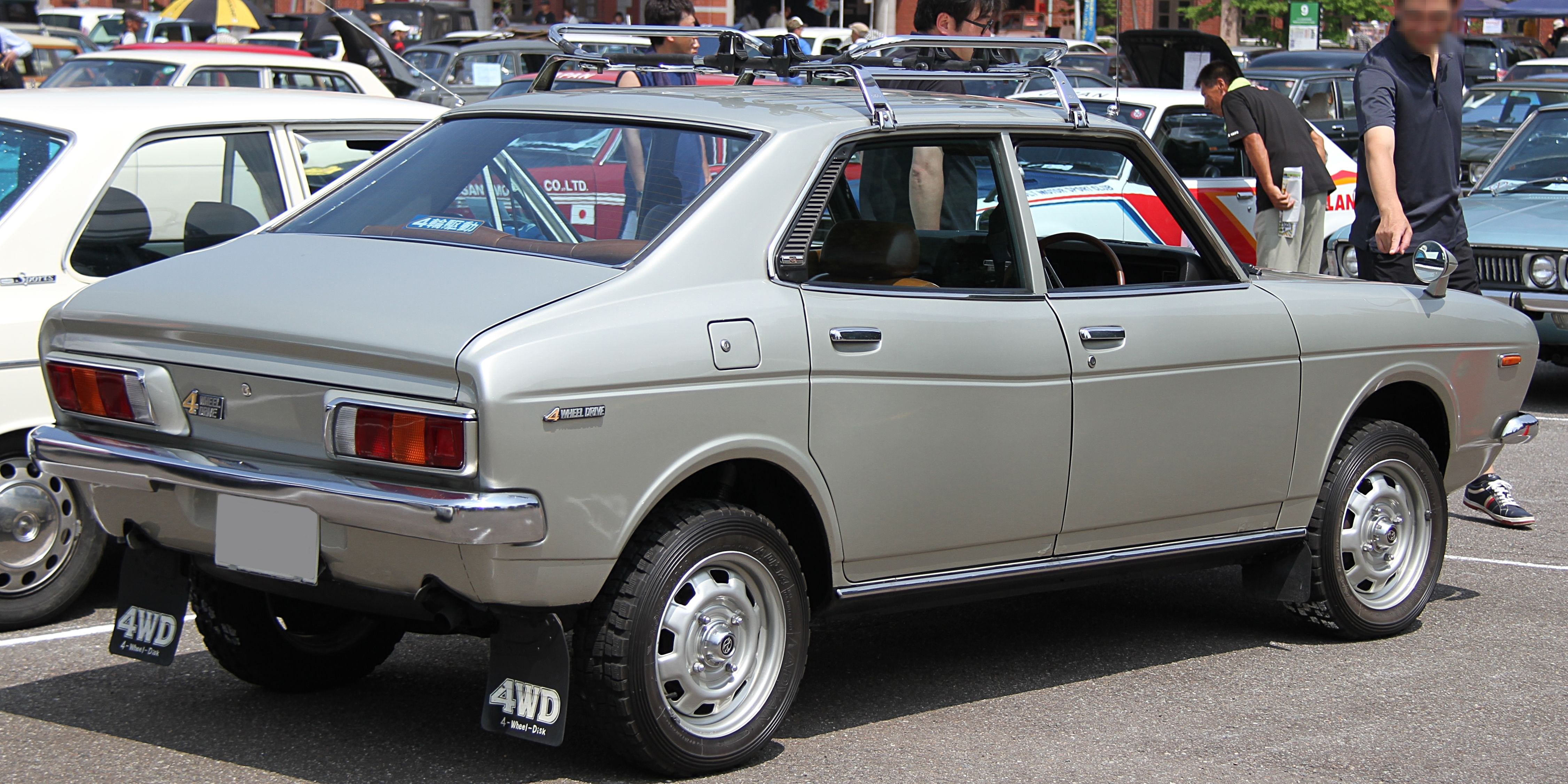
Heckansicht
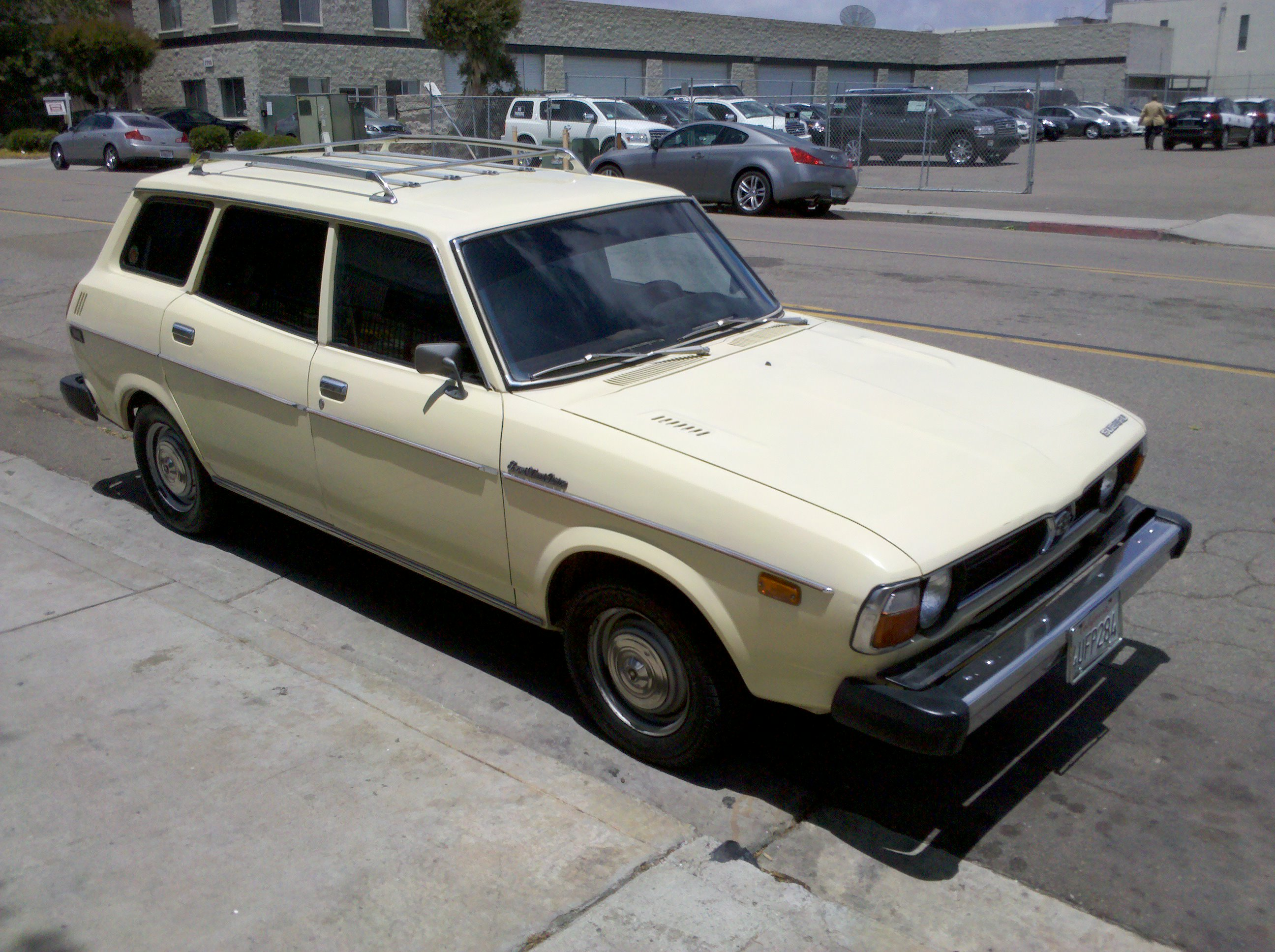
Subaru Leone Kombi
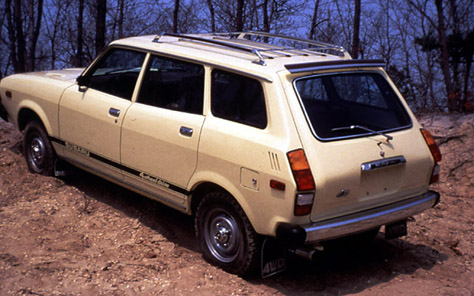
Heckansicht
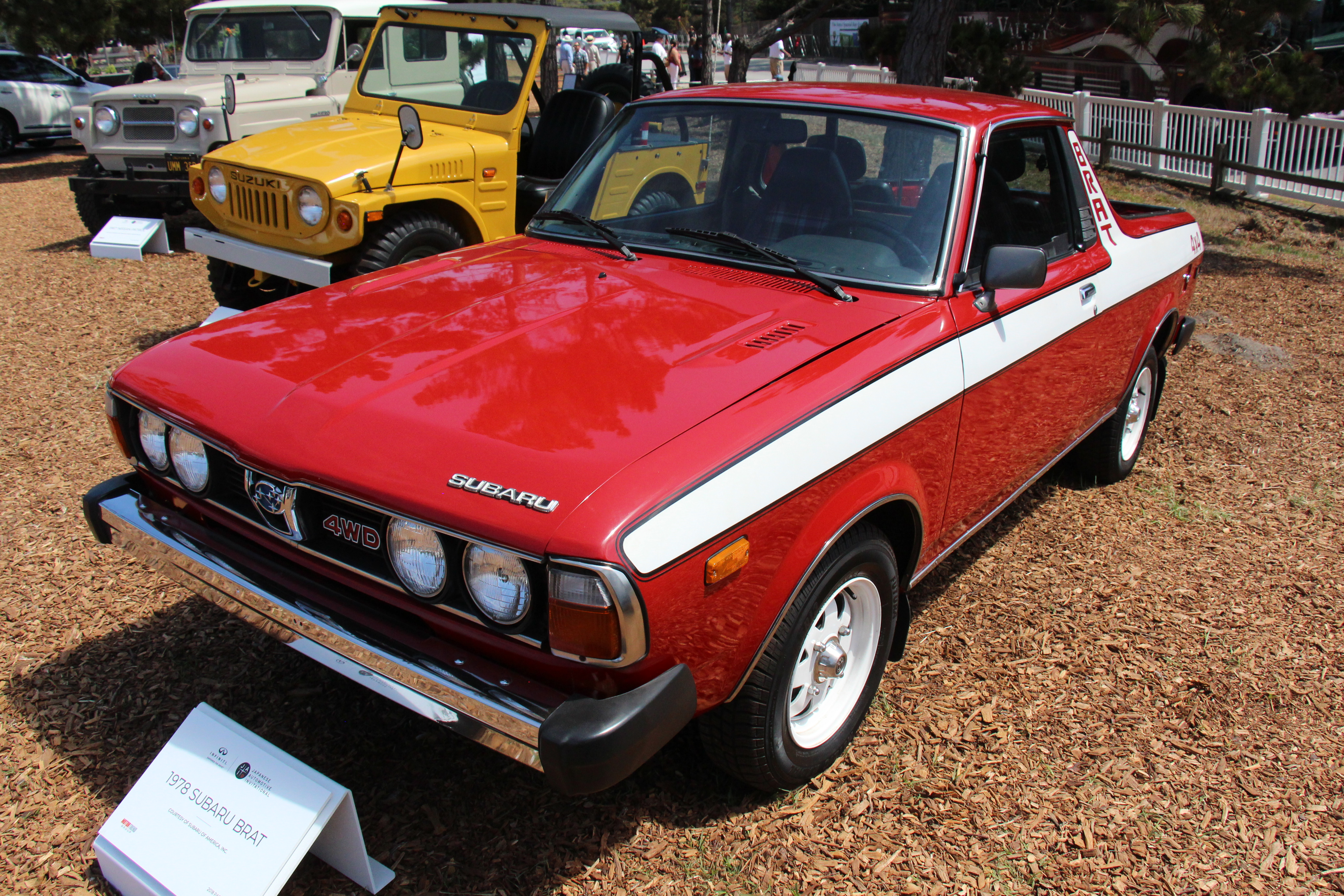
Subaru BRAT

| Technische Daten Subaru Leone 1971–1979 | | | |
| Subaru Leone                            | 1100                                                                                                  | 1400                                                                                                  | 1400S                                                                                                 |
| Motor:                                  | 4-Zylinder-Boxermotor (Viertakt)                                                                      | 4-Zylinder-Boxermotor (Viertakt)                                                                      | 4-Zylinder-Boxermotor (Viertakt)                                                                      |
| Hubraum:                                | 1088 cm³                                                                                              | 1361 cm³                                                                                              | 1361 cm³                                                                                              |
| Bohrung × Hub:                          | 76 × 60 mm                                                                                            | 85 × 60 mm                                                                                            | 85 × 60 mm                                                                                            |
| Leistung bei 1/min:                     | 46 kW (62 SAE-PS) bei 6000                                                                            | 59 kW (80 SAE-PS) bei 6400                                                                            | 68 kW (93 SAE-PS) bei 6800                                                                            |
| Max. Drehmoment bei 1/min:              | 85 Nm bei 3200                                                                                        | 103 Nm bei 4000                                                                                       | 108 Nm bei 4800                                                                                       |
| Verdichtung:                            | 9:1                                                                                                   | 9:1                                                                                                   | 10 :1                                                                                                 |
| Gemischaufbereitung:                    | 1 Fallstrom-Doppelvergaser                                                                            | 1 Fallstrom-Doppelvergaser                                                                            | 2 Fallstrom-Doppelvergaser                                                                            |
| Ventilsteuerung:                        | Zentrale Nockenwelle, Antrieb über Zahnräder                                                          | Zentrale Nockenwelle, Antrieb über Zahnräder                                                          | Zentrale Nockenwelle, Antrieb über Zahnräder                                                          |
| Kühlung:                                | Wasserkühlung                                                                                         | Wasserkühlung                                                                                         | Wasserkühlung                                                                                         |
| Getriebe:                               | 4- oder 5-Gang-Getriebe a.W. Dreigang-Automatik Frontantrieb, a.W. einige Varianten mit Allradantrieb | 4- oder 5-Gang-Getriebe a.W. Dreigang-Automatik Frontantrieb, a.W. einige Varianten mit Allradantrieb | 4- oder 5-Gang-Getriebe a.W. Dreigang-Automatik Frontantrieb, a.W. einige Varianten mit Allradantrieb |
| Radaufhängung vorn:                     | Querlenker, Federbeine, Schraubenfedern                                                               | Querlenker, Federbeine, Schraubenfedern                                                               | Querlenker, Federbeine, Schraubenfedern                                                               |
| Radaufhängung hinten:                   | Längslenkerachse, Torsionsfederstab, Schraubenfedern                                                  | Längslenkerachse, Torsionsfederstab, Schraubenfedern                                                  | Längslenkerachse, Torsionsfederstab, Schraubenfedern                                                  |
| Bremsen:                                | Trommelbremsen rundum a.W., später generell Scheibenbremsen vorne                                     | Trommelbremsen rundum a.W., später generell Scheibenbremsen vorne                                     | Trommelbremsen rundum a.W., später generell Scheibenbremsen vorne                                     |
| Lenkung:                                | Zahnstangenlenkung                                                                                    | Zahnstangenlenkung                                                                                    | Zahnstangenlenkung                                                                                    |
| Karosserie:                             | Stahlblech, selbsttragend                                                                             | Stahlblech, selbsttragend                                                                             | Stahlblech, selbsttragend                                                                             |
| Spurweite vorn/hinten:                  | 1260/1205 mm                                                                                          | 1260/1205 mm                                                                                          | 1260/1205 mm                                                                                          |
| Radstand:                               | 2455 mm                                                                                               | 2455 mm                                                                                               | 2455 mm                                                                                               |
| Abmessungen:                            | 3995 × 1500 × 1345–1385 mm                                                                            | 3995 × 1500 × 1345–1385 mm                                                                            | 3995 × 1500 × 1345–1385 mm                                                                            |
| Leergewicht:                            | 750–815 kg                                                                                            | 750–815 kg                                                                                            | 750–815 kg                                                                                            |
| Höchstgeschwindigkeit:                  | 145 km/h                                                                                              | 160 km/h                                                                                              | 170 km/h                                                                                              |
| 0–100 km/h:                             | nicht angegeben                                                                                       | nicht angegeben                                                                                       | nicht angegeben                                                                                       |
| Verbrauch (Liter/100 Kilometer):        | 5–8 S                                                                                                 | 9–12 S                                                                                                | 9–12 S                                                                                                |

## Zweite Generation (1979–1984)
Im Sommer 1979 erschien der etwas größere Leone der zweiten Generation als zweitüriges Hardtop-Coupé, viertürige Limousine, fünftüriger Kombi und als verkürzte dreitürige Schrägheckvariante. Auch das Pick-up-Modell Subaru BRAT wurde fortgeführt.

Einige Modelle dieser Baureihe wurden nach Gründung von Subaru Deutschland auch in Deutschland angeboten. Die Fahrzeuge wurden ab Frühjahr 1980 mit Einführung der zweiten Serie verkauft. Diese wurde bis Mitte 1984 als 4WD 1600 oder 1800 (eigentlich Leone II mit Motorcode EA81) in den Karosserievarianten Sedan (Stufenheck), Station (Kombi) und Turismo (dreitüriges Schrägheck) angeboten. Letzterer lief bis zur Ablösung im Frühjahr 1985 durch das L1800 Coupé weiter vom Band.

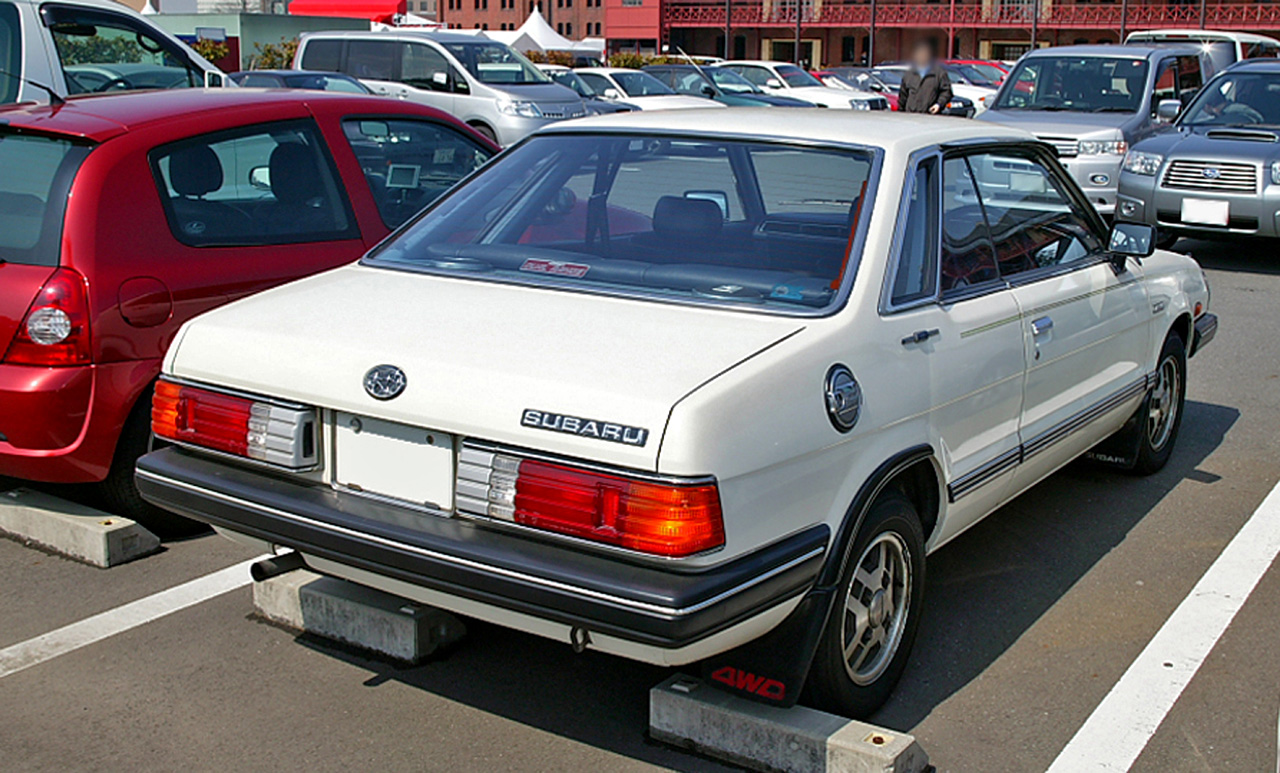
Subaru Leone II Coupé (1979–1984)
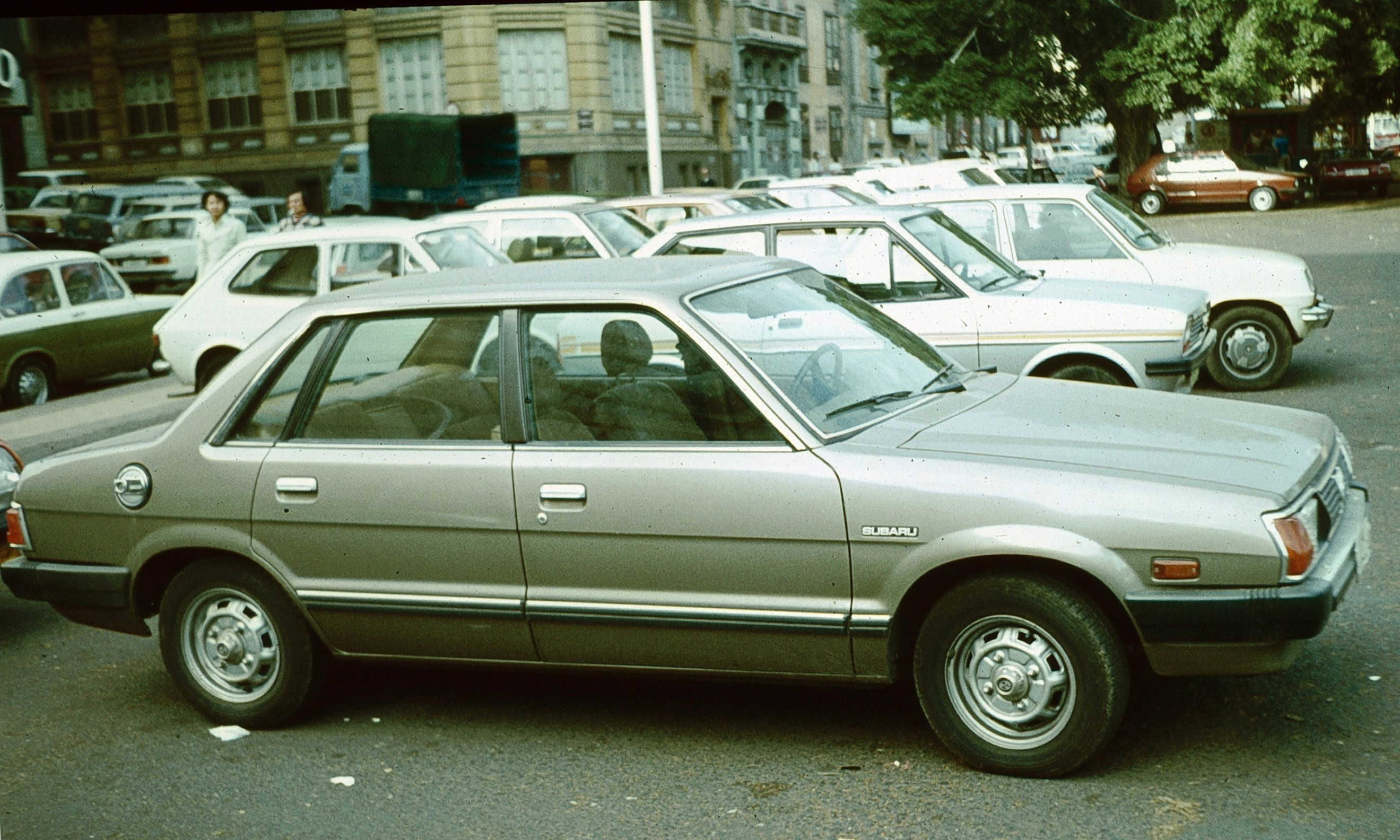
Subaru 4WD Sedan (1979–1984)
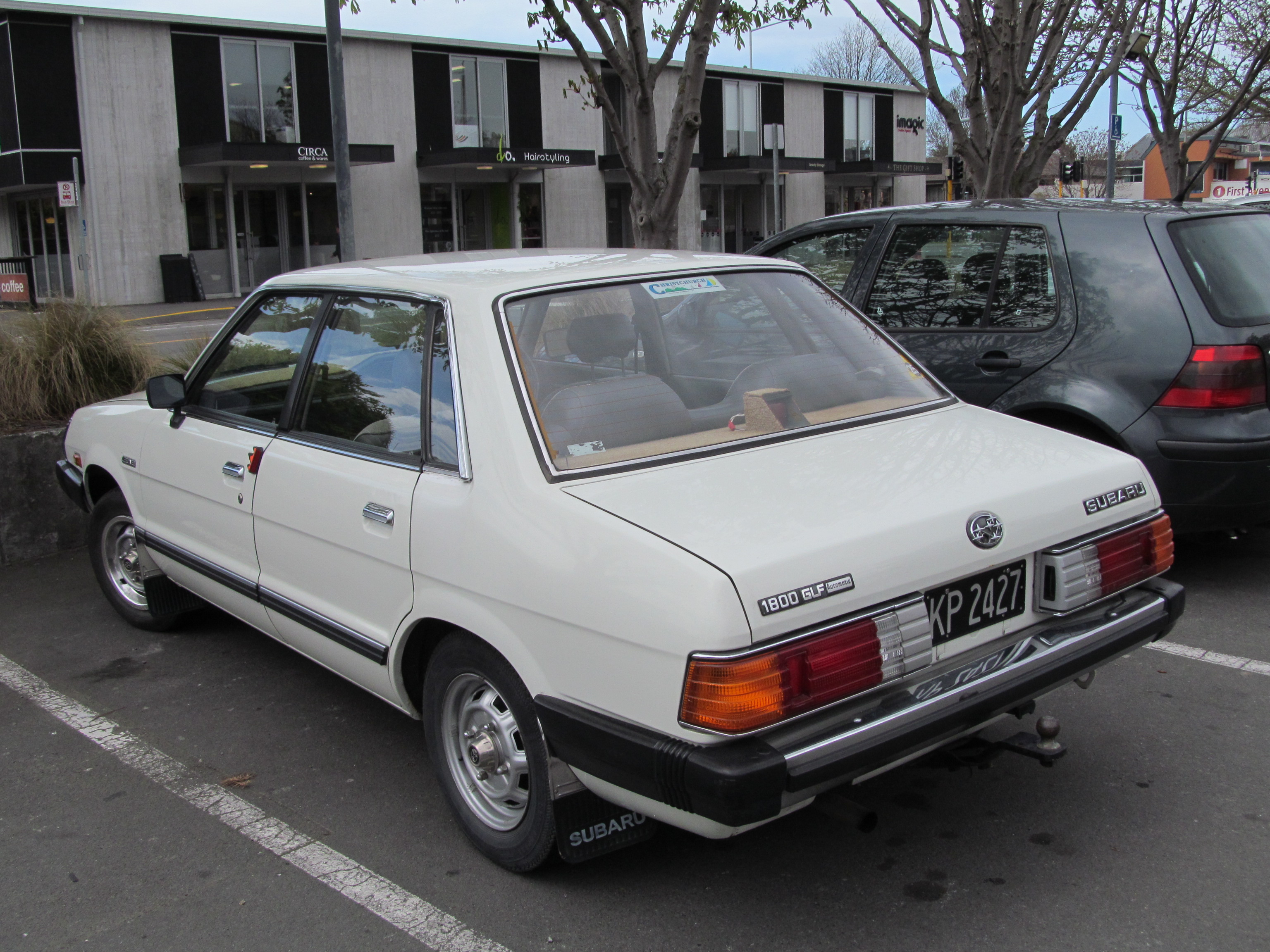
Heckansicht
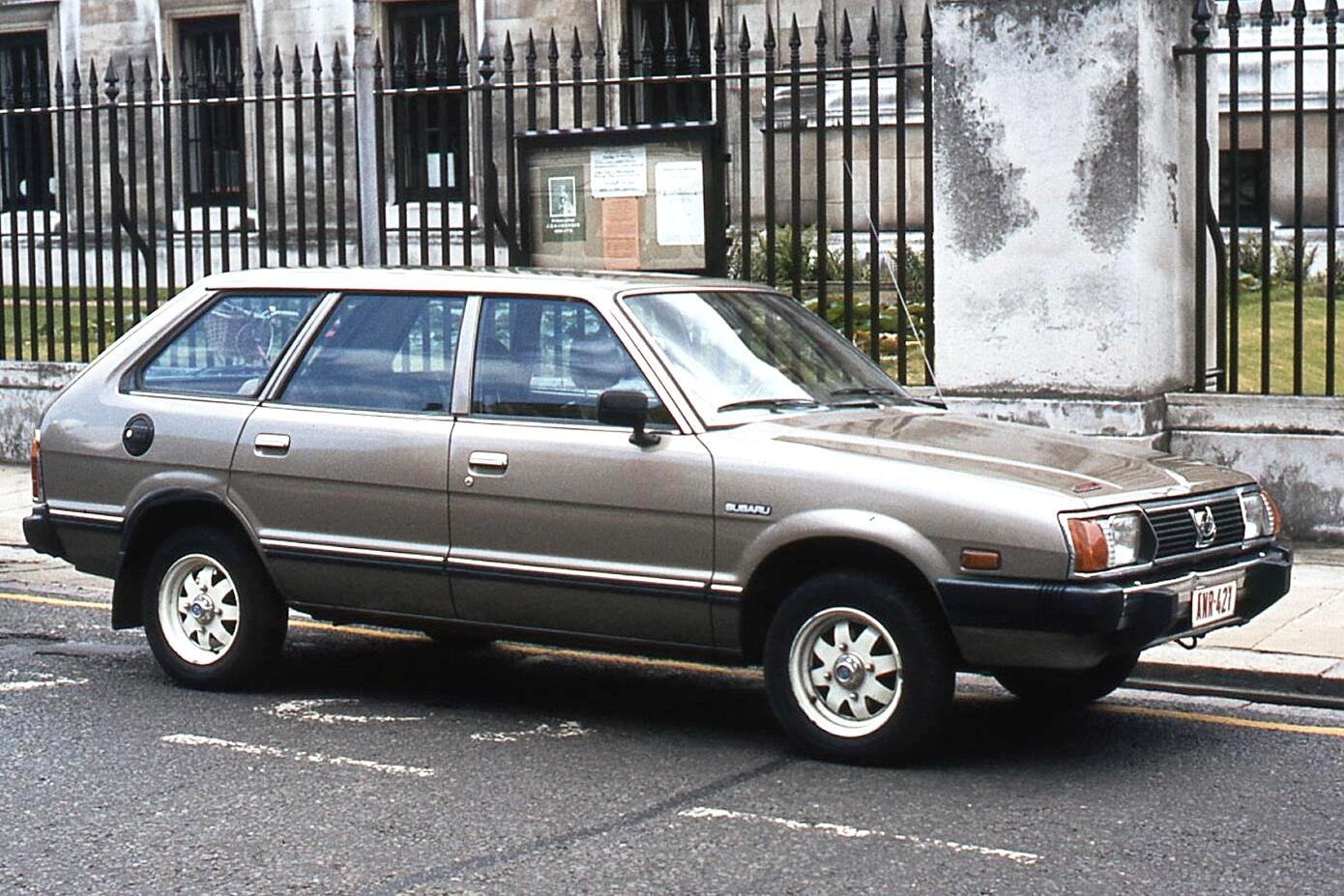
Subaru 4WD Station (1979–1984)
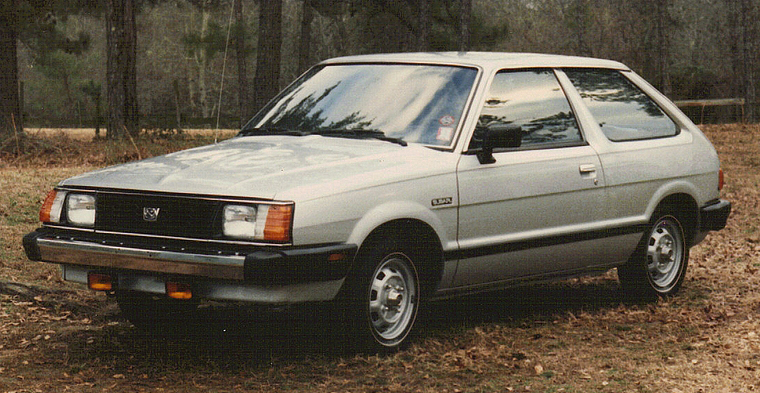
Subaru 4WD Turismo (1979–1985)
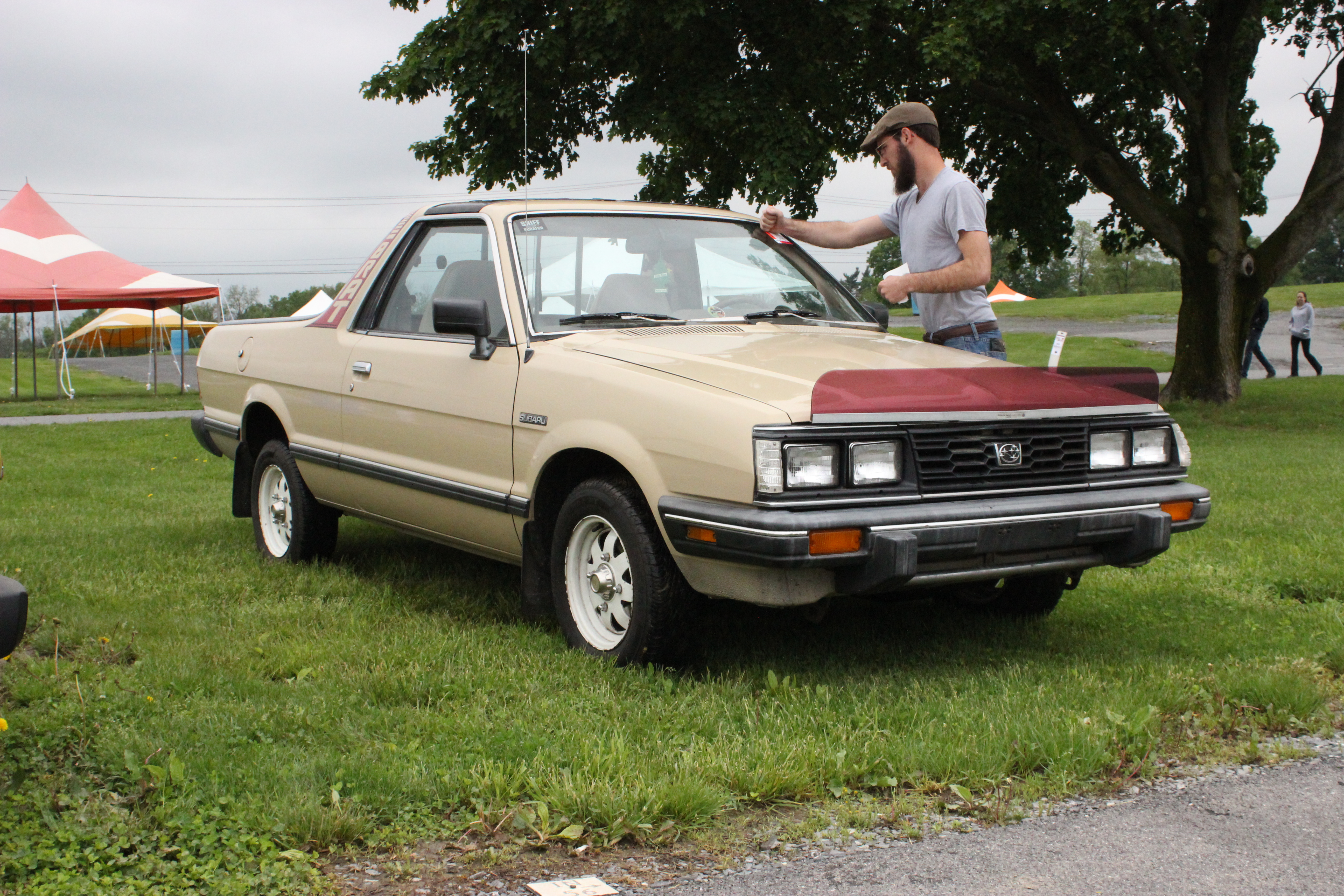
Subaru BRAT

## Dritte Generation (1984–1994)
Im Juli 1984 wurde die dritte Generation des Leone eingeführt. Innovationen waren die digitale Instrumententafel, ein Bordcomputer und eine pneumatische Niveauregulierung. Der Kombi wurde bei Isuzu in Lizenz als Isuzu Geminett II gebaut. Nachfolger der größeren Motorisierung ist der Subaru Legacy, der der kleineren Motorisierungen ist der Subaru Impreza. Eine neue Generation des Subaru BRAT gab es nicht, die Vorgängergeneration wurde bis 1994 weiter angeboten (bis 1987 in den USA).
In Deutschland wurde das neue Modell als L-Serie (eigentlich Leone III mit Motorcode EA82) unter dem Namen L1800 angeboten. In den deutschen Kfz-Papieren taucht der Name Lac für das Sedan genannte Stufenheck und das ab Frühjahr 1985 erhältliche dreitürige Coupé und Lank für die Kombis (Station) auf. Im Allgemeinen spricht man in Deutschland aber von der L-Serie.
In den USA wurde das Fahrzeug von 1971 bis 1989 als Subaru DL bzw. GL, danach von 1990 bis 1994 als Loyale verkauft, in Japan durchgehend als Leone.

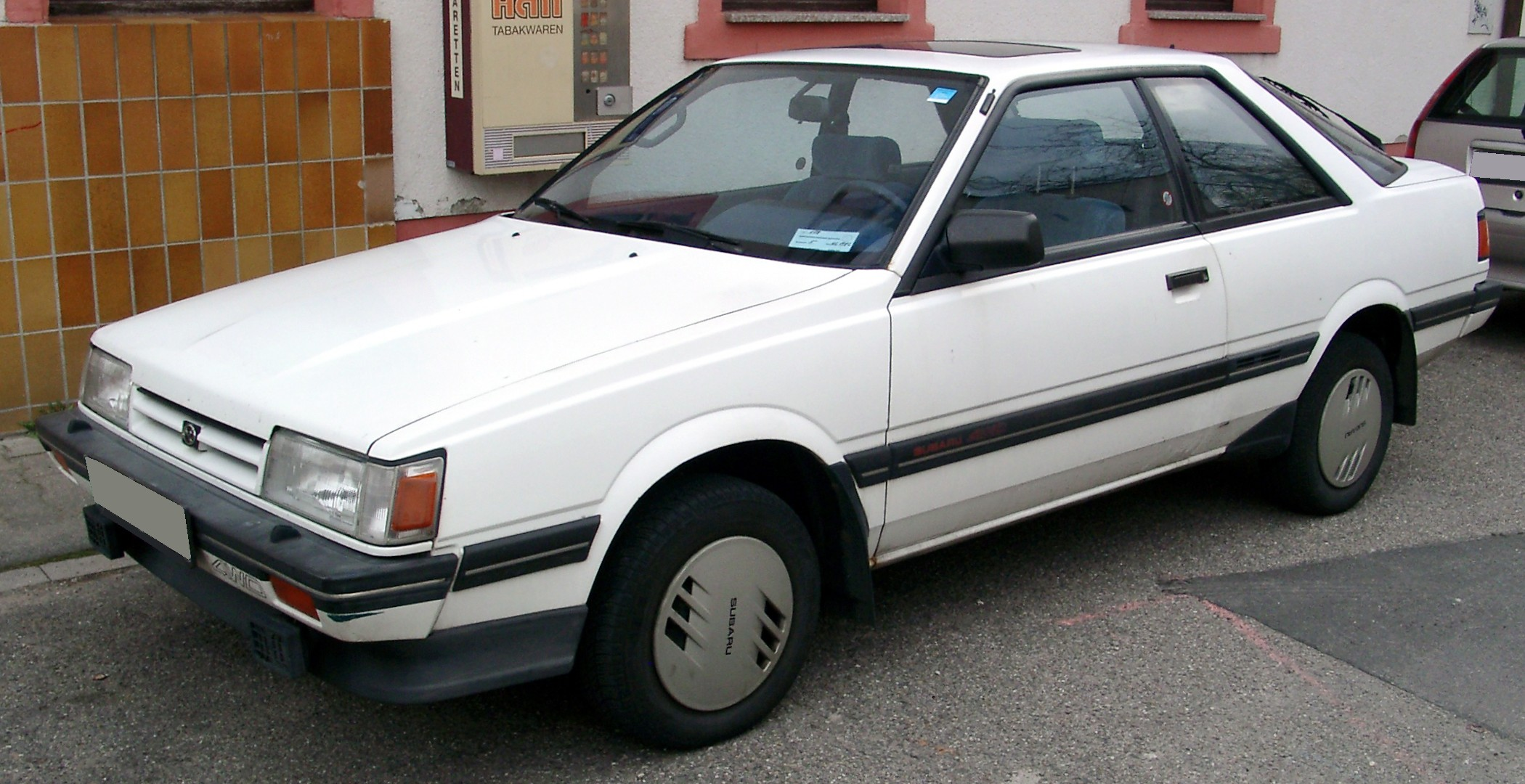
Subaru L1800 Coupé (1985–1993)
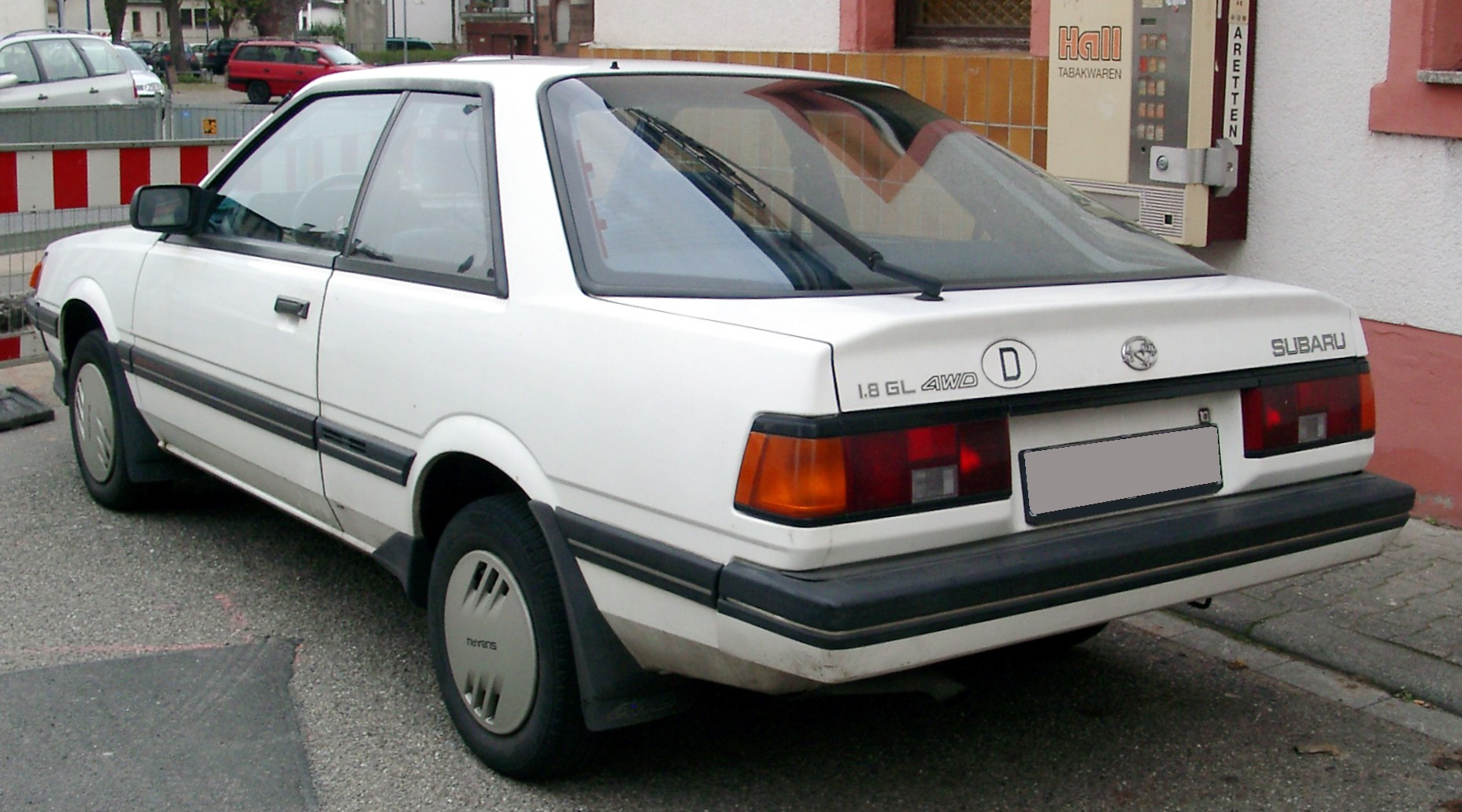
Heckansicht
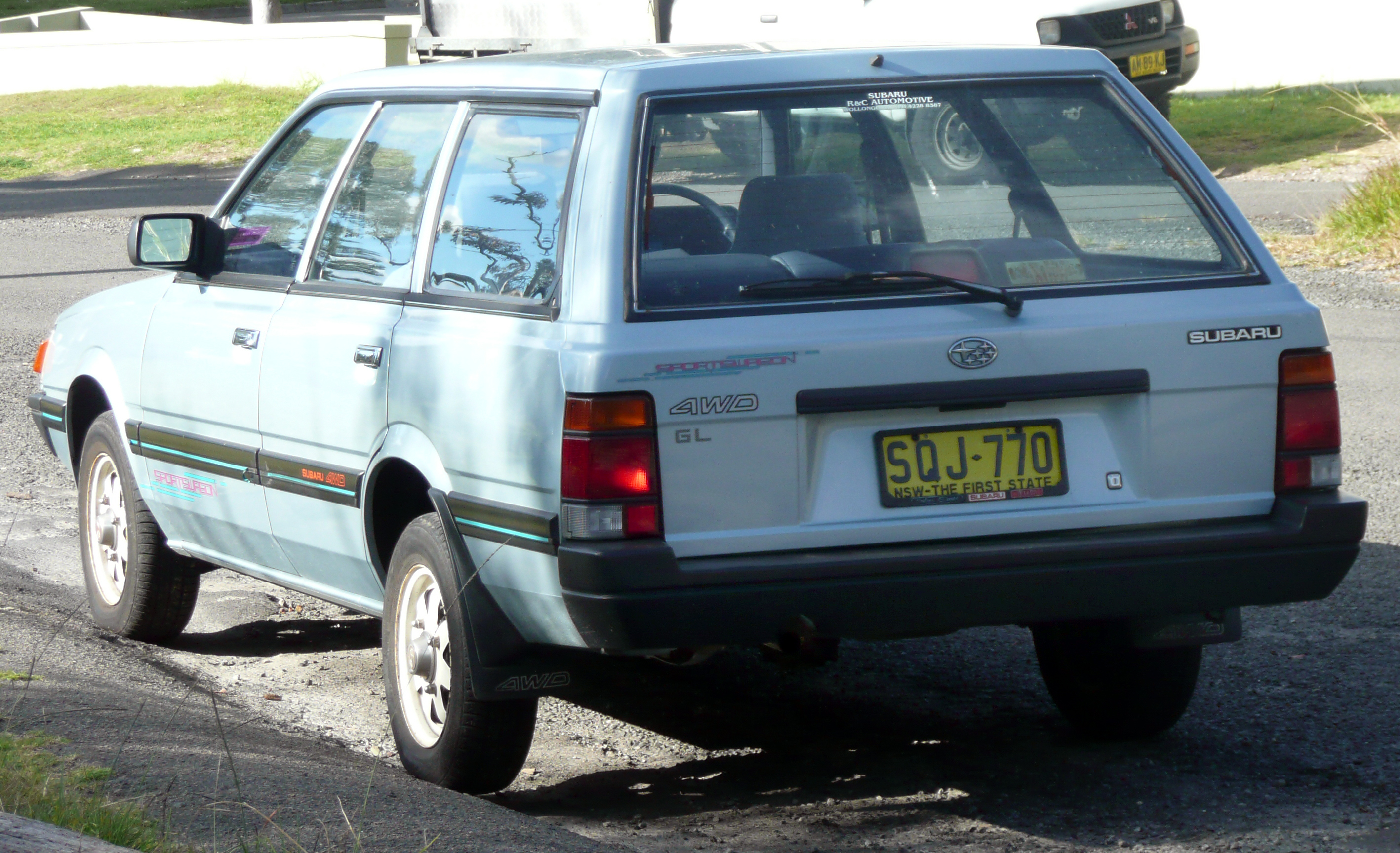
Subaru L1800 Kombi (1984–1993)
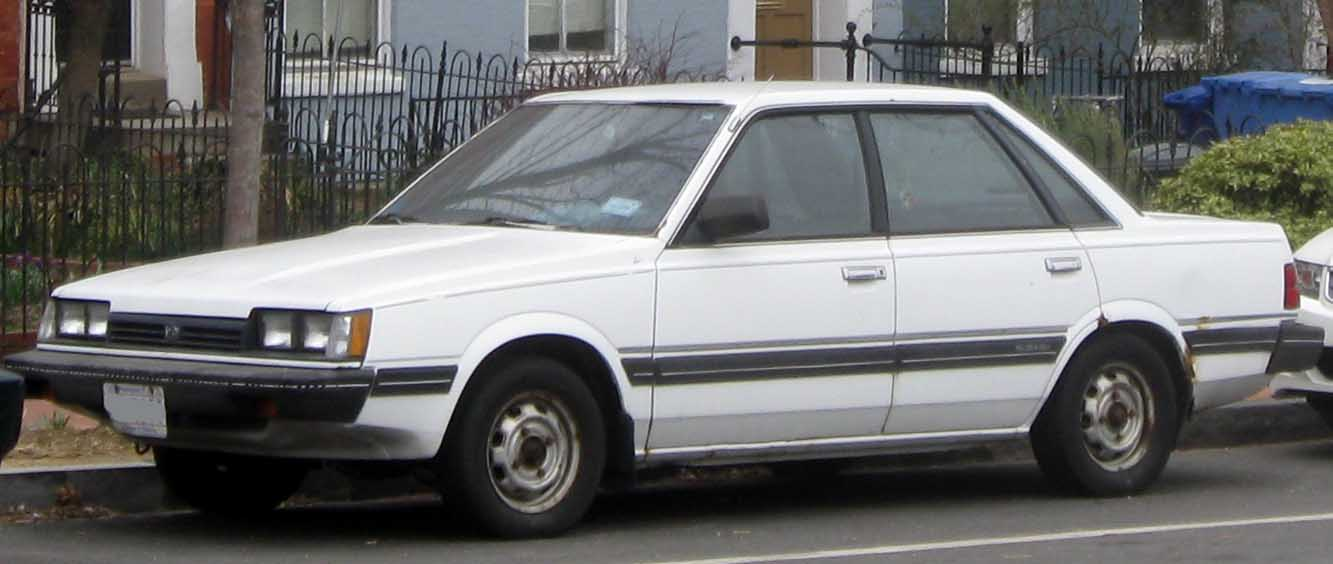
Subaru DL
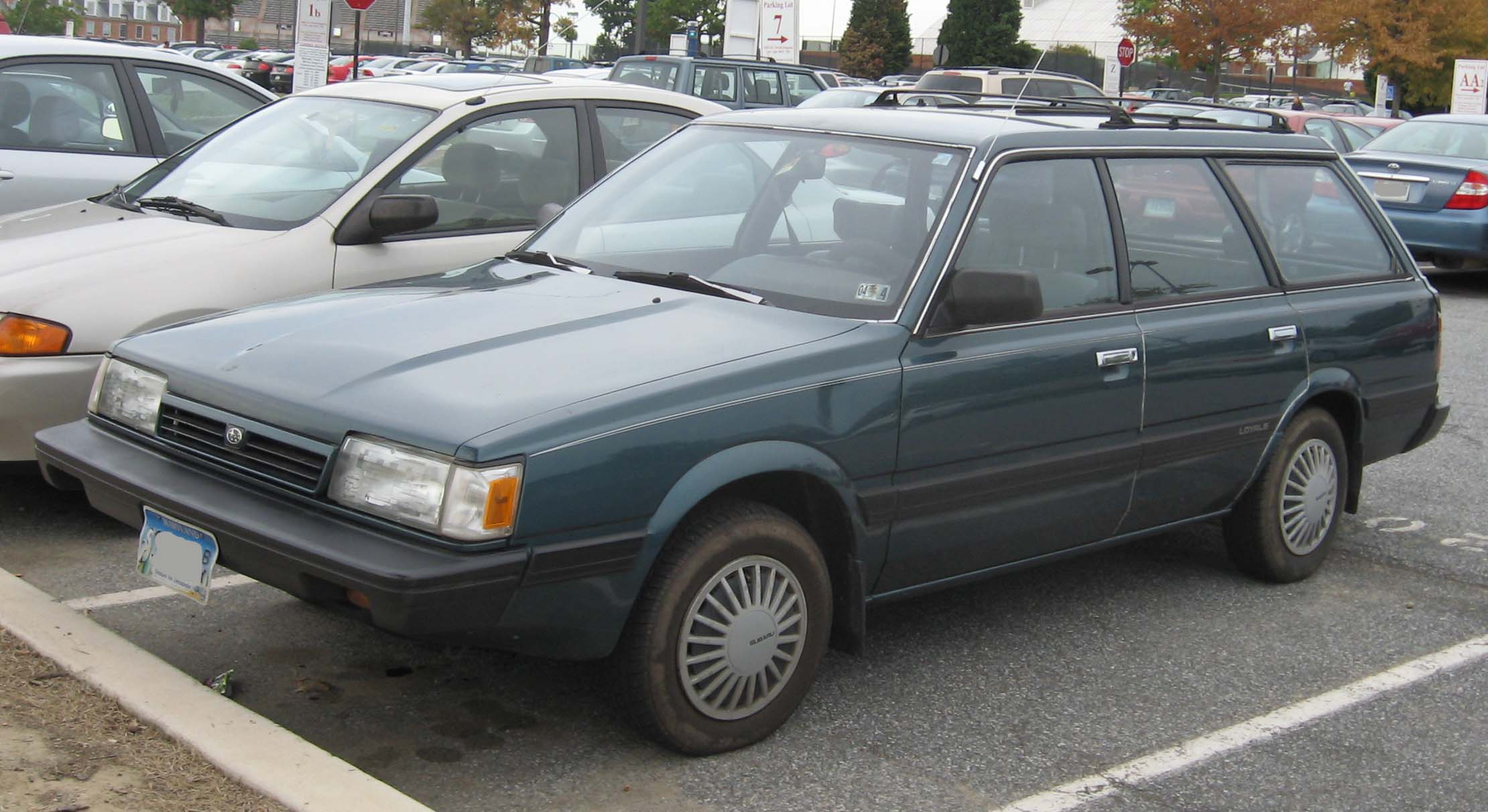
Subaru Loyale (1990–1994)
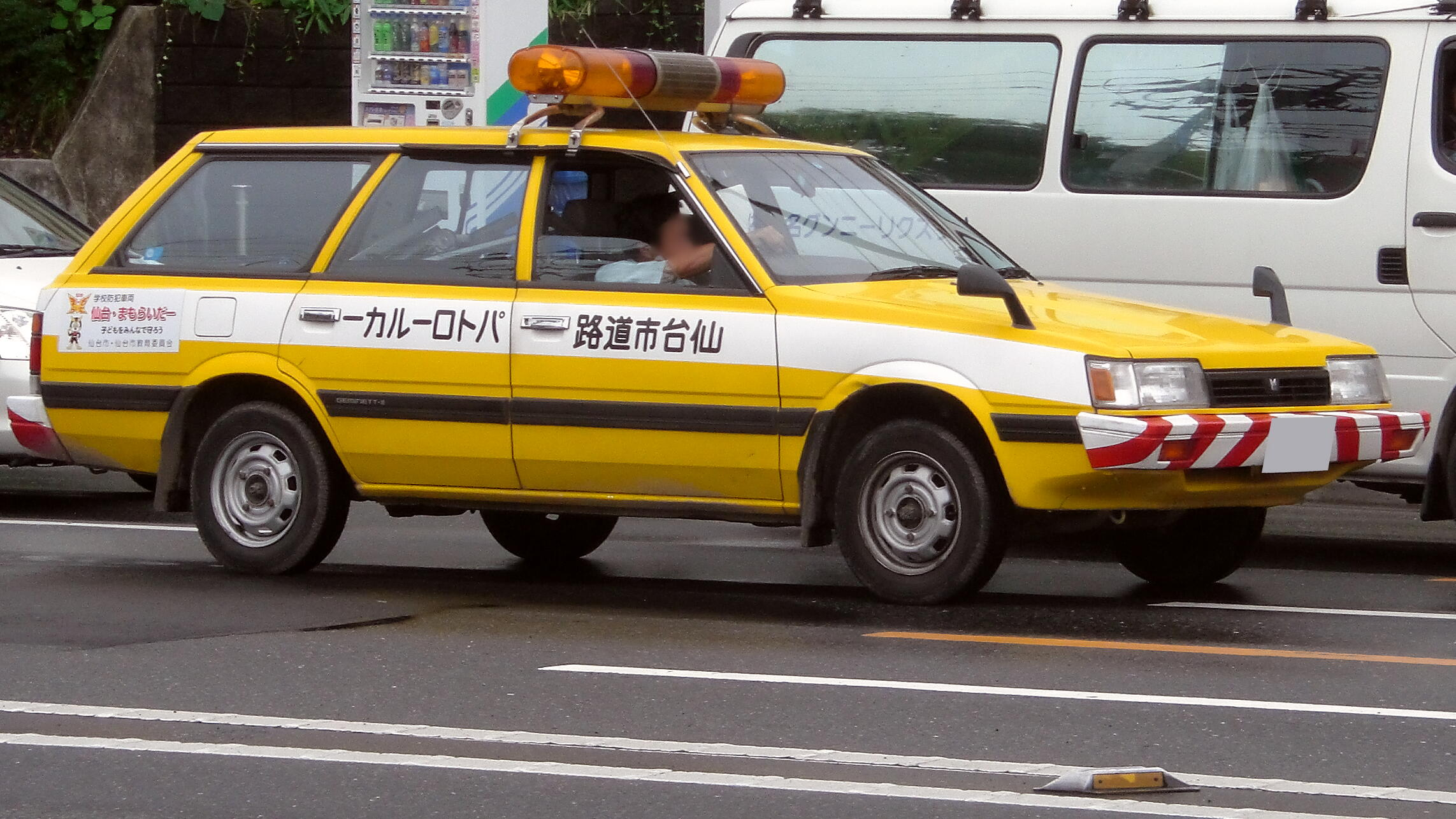
Isuzu Geminett II (1985–1993)

## Motor/Antrieb

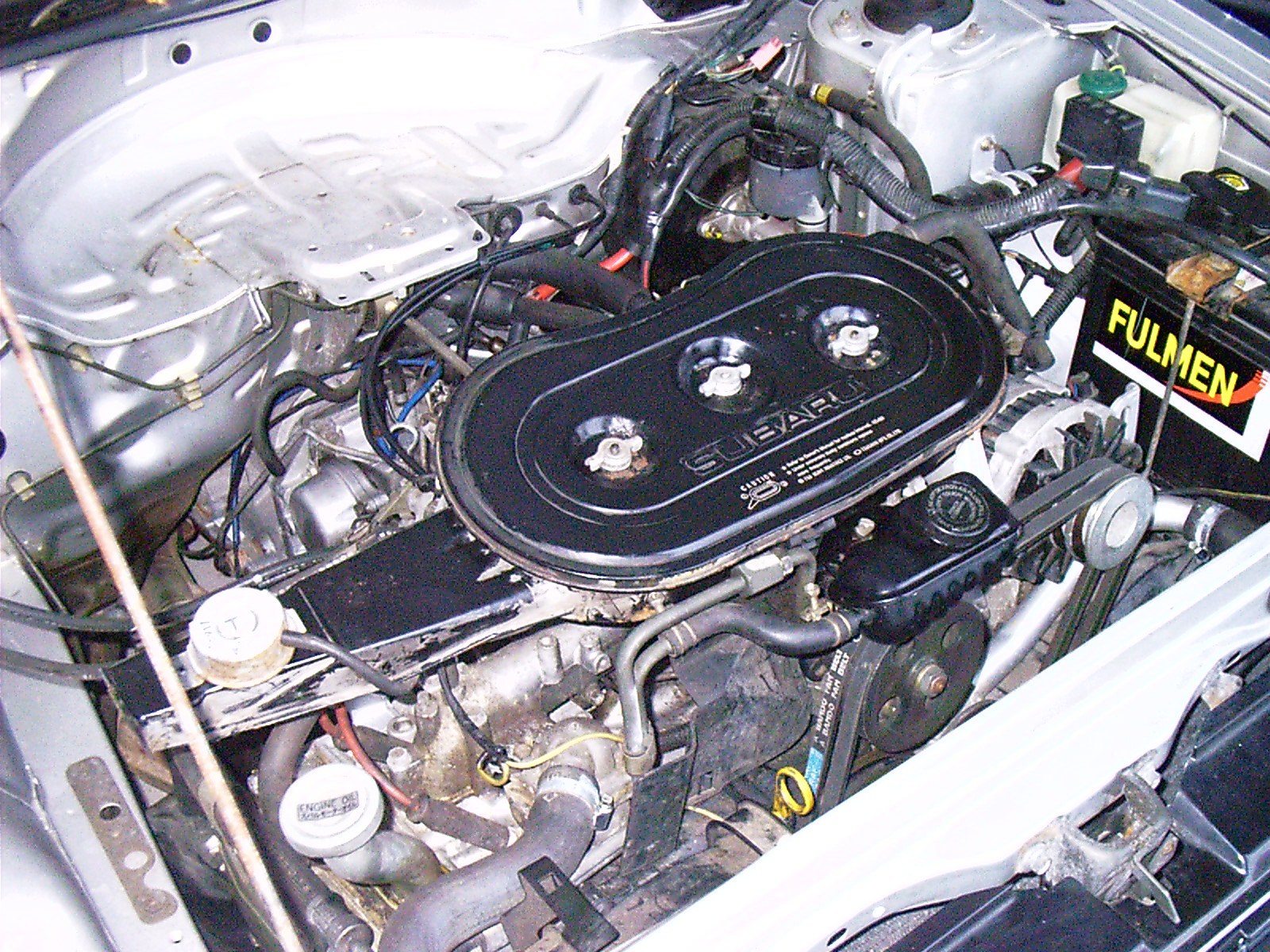
1,8l Vergaser-Motor mit 90 PS des L1800

Die L-Serie war mit einem wassergekühlten 4-Zylinder-OHV-Boxermotor mit 1769 cm³ Hubraum versehen. Wegen unterschiedlicher Ausführungen des immer gleichen Motors (z. B. Vergaser oder elektronische Motorsteuerung mit und ohne Katalysator) und des Fahrzeugs selbst, schwankte die Motorleistung zwischen 66 und 72 kW. Außerdem gab es noch eine Variante mit aufgeladenem Motor (Motorcode EA82T) und 100 kW, der auch im Subaru XT eingesetzt wurde.
Als Getriebe wurden ein 5-Gang-Schaltgetriebe oder ein 3-Gang-Automatikgetriebe, ab 1988 ein 4-Gang-Automatikgetriebe angeboten.
Der zuschaltbare Allradantrieb wurde mit einem Handhebel oder mit Unterdruck per Knopfdruck zugeschaltet. Da ein Zentraldifferenzial fehlte, konnte der Allradantrieb nur im Gelände oder bei rutschigem Untergrund benutzt werden. Ab 1988 gab es zunächst in den Turbo-Modellen den permanenten Allradantrieb mit Untersetzung für Sedan und SuperStation oder ein elektronisches 4-Gang Automatikgetriebe mit ACT4. Bei Fahrzeugen mit Handschaltgetriebe und dem permanenten Allradantrieb gab es noch eine zusätzliche Untersetzung für Geländefahrten. Außerdem war auf Wunsch ein hinteres Sperrdifferenzial erhältlich.
Zudem wurden die Fahrzeuge mit Turbolader mit Luftfederung ausgestattet (wie der Subaru XT) und mit innenbelüfteten Scheibenbremsen an allen Rädern. Sonst gab es vorn und hinten MacPherson-Federbeine, innenbelüftete Scheibenbremsen nur vorne und hinten Trommelbremsen.
Alle Modelle mit Schaltgetriebe waren mit einer Berganfahrhilfe ausgestattet.

## Ausstattung
Als Ausstattungsvarianten gab es den Leone DL, GL und Turbo jeweils als Coupé (Turismo), Limousine (Sedan) und Kombi (Station oder auch SuperStation).
Die Ausstattungsvariante DL hatte elektrisch verstellbare Seitenspiegel und eine Scheinwerfer-Waschanlage, mit Ausnahme von Sondermodellen jedoch keine Zentralverriegelung oder elektrische Fensterheber.
Die Ausstattungsvariante GL hatte über die DL-Ausstattung hinaus serienmäßig Zentralverriegelung, elektrische Fensterheber vorne und hinten, Velourssitze mit Teppich, Lenkradhöhenverstellung, eine getrennt teilbare Rückbank mit Kopfstützen (Kombi) und für Limousine und Coupé wahlweise ein elektrisches Schiebedach. Zur Turbo-Ausstattung kam lediglich ein anderes Sitzbezugmuster und Halbschalensitze vorne hinzu. Eine Klimaanlage war optional erhältlich.
Die normalen Kombis ohne Hochdach hatten die DL-Ausstattung, die Kombis mit Hochdach (SuperStation), Sedan und Turismo hatten die GL-Ausstattung.
Als weitere Besonderheit besaß die L-Serie ein großes Statusdisplay im Armaturenbrett, auf dem grundlegende Informationen angezeigt wurden wie z. B. offene Türen, eingeschaltetes (Fern-)Licht oder zugeschalteter Allrad.

## Zuverlässigkeit
Der Leone galt als ein sehr zuverlässiges und zweckmäßiges Fahrzeug, weshalb es auch bei Jägern und Förstern sehr geschätzt war und Subaru ab 1988 für den deutschen Markt ein Sondermodell mit der Bezeichnung Hubertus anbot. Diese Bezeichnung erhielt später auch ein Sondermodell der ersten Legacy-Generation und galt als Vorläufer des späteren Outback.
Einzig die Karosserie war berüchtigt für ihre starke Rostanfälligkeit im Bereich der hinteren Radläufe und der Schweller. Bei den letzten Modellen Anfang der 1990er Jahre wurde der Korrosionsschutz zwar verbessert, aber das Problem konnte nicht völlig beseitigt werden.

## Nachfolger
Ursprünglich war der Subaru Legacy als Nachfolger für die L-Serie vorgesehen, jedoch änderte Subaru das Konzept und so wurde der Subaru Impreza als Nachfolger in der Kompaktklasse und der Legacy in der Mittelklasse positioniert.